# Годлевский, Михаил Антонович
Михаил Антонович Годлевский (пол. Michał Godlewski; 21 октября 1872, Варшава — 20 мая 1956, Краков) — польский католический священник, общественный деятель, историк Римско-католической церкви, профессор Императорской римско-католической духовной академии в Петербурге и Ягеллонского университета в Кракове.

## Биография
Родился в 1872 году в Варшаве, в польской дворянской семье герба Гоздава. Окончил 4-ю Варшавскую гимназию и Варшавскую католическую духовную семинарию. В 1897 году был направлен для продолжения теологического образования в Петербург, в Императорскую римско-католическую духовную академию, которую закончил в 1901 году, получив степень магистра теологии. В 1900 году в Варшаве был рукоположен в сан священника.
Продолжил учёбу в Швейцарии во Фрибурском университете, где изучал историю Римско-католической церкви под руководством бельгийского монаха-доминиканца Пьера Мандоне и историка церкви, археолога Иоганна Петера Кирша. Там же получил степень доктора богословия.
После защиты докторской диссертации и по возвращении в Россию возглавил кафедру гомилетики Императорской римско-католической духовной академии, а позднее — кафедру истории церкви, которой руководил до 1917 года.
Особое место в исследованиях Михаила Годлевского занимают его работы по истории католической церкви в России и Польше в XVI—XIX веках, в том числе его публикации о первом митрополите всех Римско-католических церквей в России архиепископе Могилёвском Станиславе Богуш-Сестренцевиче, а также об участии католического духовенства в польском национально-освободительном движении XIX века и официальной позиции Святого Престола по «польскому вопросу». Большую известность также получили его труды о конкордате 1847 года между Святым престолом и Российской империей, а также об истории и деятельности иезуитов и Мальтийского ордена в России в конце XVIII — начале XIX веков.
Научную и преподавательскую деятельность совмещал с пастырским служением, являлся капелланом католических монахинь Петербурга. Совместно с Георгием Матулайтисом стоял у истоков Общества католических рабочих, занимавшегося благотворительной и просветительской деятельностью. Являлся президентом Польской образовательной организации «Macierz Szkolna», прилагал значительные усилия для развития польских учебных заведений в России. При его активном участии на Волыни было создано несколько сот школ, 6 гимназий и ряд учительских семинарий.
В октябре 1916 года был провозглашен титулярным епископом Агбиенским (Agbia Egei) и Луцко-Житомирским епископом-суффраганом, был рукоположен в епископы 4 февраля 1917 года. В качестве суффрагана находился в Житомире до 1918 года, затем в Луцке, который в 1921 году вошёл в состав Польши. Был генеральным викарием и администратором обоих диоцезов.
В 1921—1951 годах являлся профессором Теологического факультета Ягеллонского университета в Кракове. С 1949 г. — титулярный епископ Аморианский. Был членом-корреспондентом (с 1915 года) и действительным членом (с 1929 года) Польской академии наук, почётным членом Королевского исторического общества в Будапеште. Представлял Папский престол на VII Международном конгрессе исторических наук в Варшаве в 1933 году.
Умер и похоронен в Кракове в 1956 году.

## Награды
Был награждён российскими орденами Святого Станислава 3-й и 2-й степеней и Святой Анны 2-й степени, а также Командорским крестом Ордена Возрождения Польши и венгерским орденом Заслуг 2-й степени.